# María Concepción Alonso Bustillo
María Concepción Alonso Bustillo (Cienfuegos, 29 de juny de 1957), més coneguda pel seu nom artístic María Conchita Alonso, és una cantant, actriu, model, ex reina de bellesa i filàntropa veneçolana d'origen cubà. Posseeix la nacionalitat estatunidenca des de 2007.
Al llarg de la seva carrera, ha participat en múltiples produccions tant en cinema com en televisió, i ha estat nominada al Independent Spirit Award com a Millor actriu protagonista en 1996, pel seu paper a Caught. Com a cantant, ha rebut diversos discos d'or i de platí, i ha estat nominada en tres ocasions als premis Grammy.
Va ser la primera actriu hispanoamericana no nascuda als Estats Units en protagonitzar una obra musical a Broadway, Kiss of the Spider Woman, al Broadhurst Theatre, el 1995. Arxivat 2023-09-25 a Wayback Machine.

## Primers anys i inicis artístics
María Conchita Alonso va néixer al Sanatori de la Colònia Espanyola, a la ciutat de Cienfuegos, Cuba, va ser la filla menor del matrimoni format per Ricardo Alonso i María Concepción "Conchita" Bustillo. La seva família és d'ascendència espanyola, d'Astúries, Valladolid i Madrid. Té dos germans grans, Ricardo i Roberto. Als cinc anys d'edat, la família Alonso-Bustillo va sortir de Cuba, fugint del règim revolucionari comandat per Fidel Castro, instal·lant-se a Caracas, Veneçuela.
Va cursar els seus estudis primaris en el Col·legi la Consolació en Caracas, la secundària en Deer Park, en l'estat de Washington, en el Col·legi Americà de Baruta a Caracas i finalment en un internat a Suïssa.
Es va iniciar en el món de l'espectacle a través dels concursos de bellesa, obtenint en 1971 el títol de "Miss Princesita de Veneçuela", i més tard en Lisboa, Portugal, la corona de "Miss Princesita del Món" (Miss Teenager of the World). Arxivat 2023-09-25 a Wayback Machine. Posteriorment, va representar al Districte Federal a Miss Veneçuela 1975, celebrat en el Poliedro de Caracas el 9 de maig de 1975, quedant com primera finalista (Miss Veneçuela Món). María Conchita va assistir al concurs Miss Món 1975, celebrat al Royal Albert Hall de Londres, el 20 de novembre de 1975, classificant-se entre les set finalistes.
En tornar a Veneçuela, va començar una ascendent carrera com a model, debutant en televisió com a animadora del program Cuéntame ese chiste de RCTV en 1977, iniciant a continuació la seva carrera com a actriu, amb papers de repartiment en telenovel·les com Mabel Valdez, Periodista, Estefanía i Natalia de 8 a 9. Va passar després a ser ja la protagonista en sèries com Claudia, Marielena, Luz Marina i Angelito, entre d'altres.

## Carrera cinematogràfica
El 1982, va decidir traslladar-se als Estats Units, amb la intenció d'obrir-se camí en el cinema, i va començar a prendre classes de dansa, cant i d'actuació a l'Institut de Teatre i Cinema Lee Strasberg a Los Angeles. Els seus primers papers van ser com a actriu convidada en sèries de televisió com Fantasy Island i Knight Rider, ambdós el 1982. La seva primera aparició cinematogràfica a Hollywood va ser a Fear City d'Abel Ferrara (1984) i va debutar com a protagonista el mateix any, al costat de Robin Williams, en la pel·lícula de Paul Mazursky Moscou-Nova York (1984).

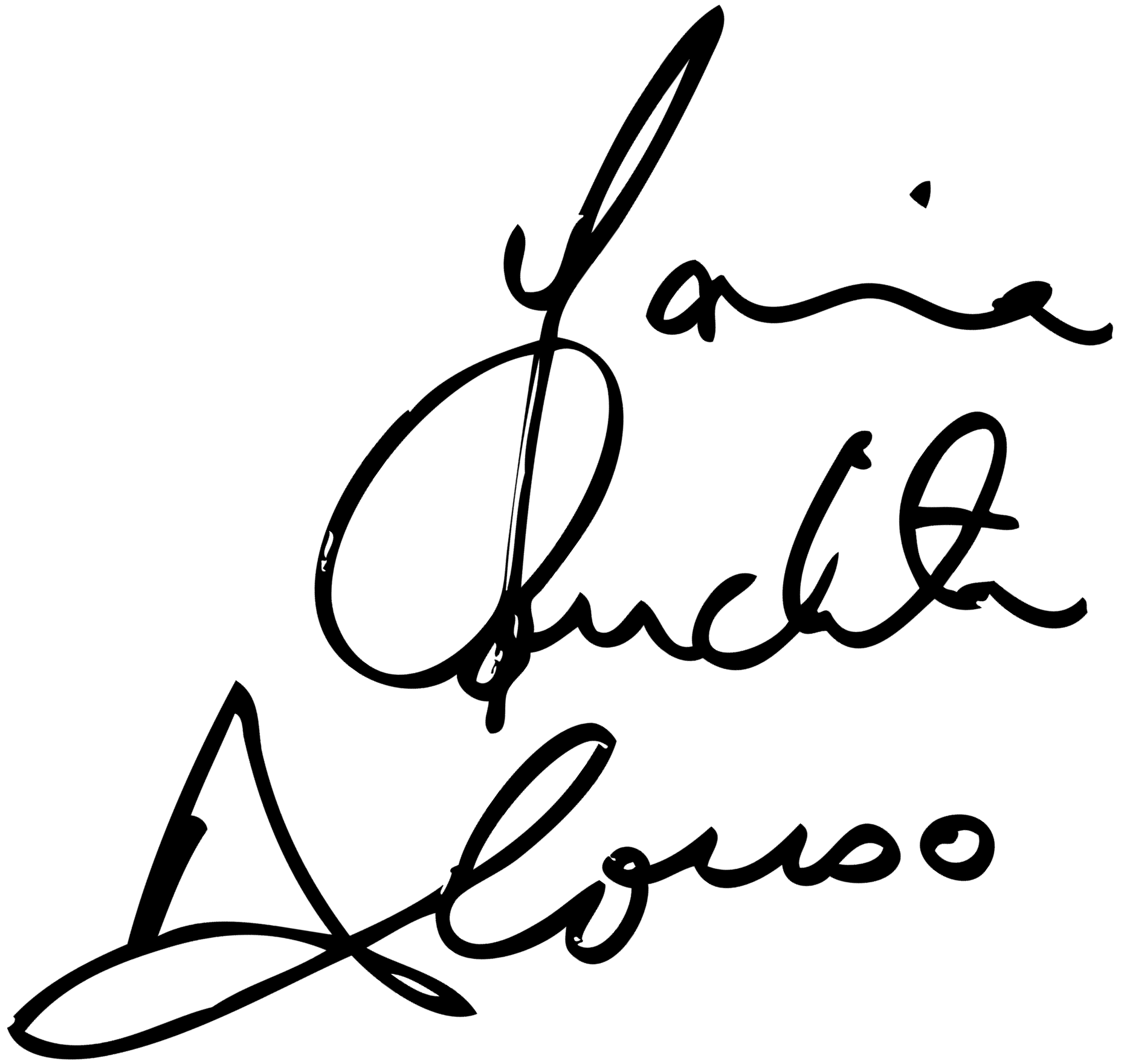
Signatura de María Conchita

A partir d'aquest moment, va començar a desenvolupar una important carrera cinematogràfica, en la qual destaquen títols com Touch and Go (1986), amb Michael Keaton; Embolica que fa fort (1986), dirigida por Blake Edwards; Suprem perjudici (1987), de Walter Hill, amb Nick Nolte; Perseguit (1987), amb Arnold Schwarzenegger, Colors de guerra (1988), amb Sean Penn i Robert Duvall, dirigida per Dennis Hopper; Con el corazón en la mano (1988), de Mauricio Wallerstein, (una de les deu pel·lícules més taquilleres en la història del cinema veneçolà;), El petó del vampir (1989), amb Nicolas Cage; Predator 2 (1990) i La casa dels esperits (1993), de Bille August, amb Jeremy Irons.
També són destacables els seus treballs dins del cinema independent, en títols com Gallos de pelea (1993) i Caught (1996), ambdues del director Robert M. Young i amb l'actor Edward James Olmos. Per la seva interpretació en aquesta última, va obtenir una nominació al Independent Spirit Award com a Millor actriu protagonista en 1996; English as a Second Language (2005), American Playboy (2009), amb Ashton Kutcher; Without Men (2011), amb Eva Longoria i Christian Slater; The Lords of Salem (2012), del director Rob Zombie; Return to Babylon (2013), pel·lícula muda rodada en blanc i negre, on també fou productora; Off the Menu (2018) i ¡He matado a mi marido! (2018), pel·lícula presentada en diversos festivals internacionals.
D'igual forma compta amb nombroses participacions en pel·lícules i minisèries per a televisió, entre les quals destaquen: Il Cugino Americano (1986), One of the Boys (1989), Teamster Boss, The Jackie Presser Story (1992), Texas (1994), Alejandra (1994), que va ser la seva tornada a les telenovel·les després de més de 10 anys, Sudden Terror, The Hijacking of School Bus 17 (1996), Robert Altman's Gun (1997), My Husband's Secret Life (1998), per la que va rebre l'Alma Award a la millor acteriu en una minisèrie o telefilm de 1999; High Noon (2000), KingPin (2003), Maneater (2009), El Señor de los Cielos (2018), la sèrie de Netflix The I-Land (2019), i l'episodi Good Boy (2020) de la sèrie de Hulu, Into the Dark, així com aparicions com a actriu convidada en sèries com Chicago Hope (1997), The Nanny (1998), Tocados por un ángel (1999), CSI: Miami (2004) i Desperate Housewives (2006).

## Carrera musical
Els seus inicis en el camp musical van anar de bracet del compositor Rudy La Scala, amb el sobrenom d'Ámbar, llançant dos àlbums amb la discogràfica Polydor, el primer Love Maniac (1979), pel qual va obtenir el seu primer disc d'or, i el segon The Witch (1980), tots dos en anglès i dins del gènere de música disco. Arxivat 2023-11-01 a Wayback Machine.
Comença després a gravar en espanyol, llançant en 1984 el seu àlbum de títol María Conchita, amb el segell A&M Records i sota la producció de Juan Carlos Calderón, i amb la col·laboració de músics com Herb Alpert, inclosos temes com «Acaríciame», «Noche de copas», «La loca» i «Entre la espada y la pared», que la van catapultar a la fama en tota Hispanoamèrica. Amb aquest disc, va obtenir la seva primera nominació per al Premi Grammy a la Millor Interpretació de Pop Llatí en la 27a edició anual dels Premis Grammy.
A aquest li van seguir els àlbums: O ella, o yo (1985), també produït per Juan Carlos Calderón, amb temes com «Tú eres el hombre», «O ella, o yo», «Dueño de mi cuerpo», «Tómame o déjame», Mírame (1987) amb Polygram Latino, produït per K.C. Porter, José Luis Quintana i per la pròpia María Conchita, incloent temes com «Y es que llegaste tú», «Lluvia de amor» i «Otra mentira más», aconseguint la seva segona nominació al Premi Grammy a la Millor Interpretació de Pop Llatí en la 30 edició anual dels premis Grammy.
Seguirien altres àlbums com Hazme sentir (1990), amb temes com «Soy el amor», «El tonto aquel» o la cançó que donava títol al disc, En vivo, México (1991), gravat en directe a la sala El Patio de la Ciutat de Mèxic, recopilació dels seus majors èxits; «Imagíname» (1993), tercera nominació al Premi Grammy a la Millor Interpretació de Pop Llatí, en la 36 edició anual dels premis Grammy; Alejandra (1994), disc de boleros amb la col·laboració d’Armando Manzanero, amb temes com «Piel y seda», «Embustero» i «Somos novios», banda sonora de la telenovel·la del mateix títol.
Altres senzills llançats amb posterioritat inclouen els temes «Enamorada de ti» del seu disc Hoy y siempre (1997), «Soy» i «Mujer seducida» del seu EP Soy (2006), «Shake it Out» (2016) i «Lléname de ti» (2020). A part està la seva participació a l’ àlbum de Grandiosas, en Vivo desde México (2014), corresponent a la gira de concerts realitzades sota aquest concepte musical que va reunir grans intèrprets femenines de Llatinoamèrica de la dècada de 1980, i gravat a l'Auditori Nacional de la Ciutat de Mèxic.
A més, ha participat en la banda sonora de diverses pel·lícules com Scarface (1983), amb la cançó «Ballarem» en col·laboració amb Giorgio Moroder, composta per María Conchita, en Moscou-Nova York (1984), amb el tema de composició pròpia «Sueños»; Traición sin límites (1987), MacShayne, Jugada final' (1994), Caught (1996), El Grito en el Cielo (1998), Americano (2005) i ¡He Matado a mi Marido! (2018), on interpreta el tema principal «Ya no más».
D’igual forma, va formar part del Proyecto Hermanos al costat dels més importants cantants en espanyol del moment, en la gravació del tema «Cantaré, cantarás» (1985), resposta en castellà del «We Are the World», per a recaptar fons d'ajuda a les polítiques d’Unicef a Amèrica.
Com a cantant, ha realitzat multitud de gires musicals, tant a Veneçuela, on la seva primera gira, Ámbar es María Conchita, que va començar al Teatro La Campaña de Caracas al desembre de 1979, i després va continuar per tot el país, va ser un èxit sense precedents, com posteriorment en la resta de països de Hispanoamèrica i als Estats Units, actuant en recintes com l'Auditori Nacional de la Ciutat de Mèxic. Ha participat també en diversos festivals musicals, com el Festival Yamaha Music, a Tòquio en 1981, el Festival de Viña del Mar de 1985, on va ser escollida Reina del Festival o el Festival d’Acapulco en la seva primera edició el 1991.

## Filantropia i activisme polític

### Activisme polític
Alonso, com exiliada cubana, és una fèrria opositora al règim castrista de Cuba. D'Igual forma, ha manifestat la seva oposició als governs de Hugo Chávez i de Nicolás Maduro, i el seu suport als estudiants veneçolans en la seva lluita contra el govern, i va arribar a presentar una moció al Congrés dels Estats Units, sol·licitant sancions contra el règim veneçolà, i suport per als estudiants i opositors veneçolans en les seves reivindicacions. Com a represàlia, el govern veneçolà va iniciar un procés legal per a revocar-li la nacionalitat veneçolana en el 2014.
En la campanya de les presidencials de 2008, va mostrar el seu suport al candidat republicà John McCain.

### Activisme social i compromís amb els drets dels animals
Des dels anys 1980, María Conchita és una banderera en la defensa dels drets LGBT i de la lluita contra el sida, sent en la telenovel·la Alejandra (1994), de la qual era protagonista.
Igualment, com a amant dels animals, ha treballat amb molts grups de protecció animal arreu del món, fins que finalment ha creat a aquest efecte l'organització sense ànim de lucre Vee Fauna, amb l'objectiu de recaptar fons per a associacions d'ajuda a animals, ancians i malalts de VIH a Veneçuela, a través de diversos esdeveniments com el de "Casino Night", realitzat des de 2018 a Los Angeles i Miami.

## Filmografia
| Any  | Film                                           | Paper                        | Notes                                                           |
| ---- | ---------------------------------------------- | ---------------------------- | --------------------------------------------------------------- |
| 1977 | Cuéntame ese chiste                            |                              | Programa                                                        |
| 1978 | Savana – Sesso e diamanti                      | Margaret Johnson             | Pel·lícula italiana                                             |
| 1979 | Solón                                          |                              |                                                                 |
| 1979 | Estefanía                                      | Silvana Cataldo              | Telenovel·la                                                    |
| 1979 | Mabel Valdez, periodista                       |                              | Telenovel·la                                                    |
| 1980 | Natalia de 8 a 9                               | Mariana Brito                | Telenovel·la                                                    |
| 1980 | Mi hijo Gabriel                                |                              | Telenovel·la                                                    |
| 1980 | El esposo de Anaís                             | Vanessa                      | Telenovel·la                                                    |
| 1980 | Claudia                                        | Claudia                      | Telenovel·la                                                    |
| 1981 | Marielena                                      | Marielena                    | Telenovel·la                                                    |
| 1981 | Angelito                                       | -                            | Telenovel·la                                                    |
| 1981 | Luz Marina                                     | Luz Marina                   | Telenovel·la                                                    |
| 1982 | La isla de la fantasía                         | Chica francesa               | 1 episodi                                                       |
| 1982 | Knight Rider                                   | Marie Elena Casafranca       | 1 episodi; acreditada com María Conchita                        |
| 1983 | Nacho                                          | Ella mateixa                 | Telenovel·la                                                    |
| 1984 | Moscou-Nova York                               | Lucía Lombardo               |                                                                 |
| 1984 | Fear City                                      | Silver                       | com María Conchita                                              |
| 1986 | A Fine Mess                                    | Claudia Pazzo                | també coneguda com: Blake Edwards' A Fine Mess (títol original) |
| 1986 | Touch and Go                                   | Denise DeLeon                |                                                                 |
| 1987 | Il cugino americano                            | Caterina Ammirati            | també coneguda com: Blood Ties                                  |
| 1987 | Suprem perjudici                               | Sarita Cisneros              |                                                                 |
| 1987 | Perseguit                                      | Amber Méndez                 |                                                                 |
| 1988 | Con el Corazón en la Mano                      | -                            |                                                                 |
| 1988 | Colors de guerra                               | Louisa Gómez                 |                                                                 |
| 1989 | One of the Boys                                | María Conchita Navarro       | 6 episodis                                                      |
| 1989 | El petó del vampir                             | Alva Restrepo                |                                                                 |
| 1990 | Predator 2                                     | Leona Cantrell               |                                                                 |
| 1991 | Cuerpos clandestinos                           | Claudia                      | Unitari (a Veneçuela és un telefilm)                            |
| 1991 | McBain                                         | Christina                    |                                                                 |
| 1992 | Teamster Boss: The Jackie Presser Story        | Carmen                       | també coneguda com: Power Play: The Jackie Presser Story        |
| 1993 | Roosters                                       | Chata                        |                                                                 |
| 1993 | The House of the Spirits                       | Tránsito Soto                |                                                                 |
| 1994 | Alejandra                                      | Alejandra Martínez           | Telenovel·la                                                    |
| 1994 | Texas                                          | Lucía                        | també coneguda com: James A. Michener's Texas                   |
| 1994 | MacShayne: The Final Roll of the Dice (TV)     | Cindy Evans                  |                                                                 |
| 1996 | Caught                                         | Betty                        | també coneguda com: Atrapados                                   |
| 1996 | For Which He Stands                            | Theresa Rochetti             |                                                                 |
| 1996 | Sudden Terror: The Hijacking of School Bus #17 | Marta Caldwell               |                                                                 |
| 1997 | Women: Stories of Passion                      | Sophia                       | 1 episodi                                                       |
| 1997 | Chicago Hope                                   | Emma Scull                   | 2 episodis                                                      |
| 1997 | Robert Altman's Gun                            | Marti                        | 1 episodi                                                       |
| 1997 | Catherine's Grove                              | Charley Vasquez              |                                                                 |
| 1997 | F/X: The Series                                | Elena Serrano                | 2 episodi                                                       |
| 1997 | Acts of Betrayal                               | Eva Ramírez                  |                                                                 |
| 1998 | Exposé                                         | Nancy Drake                  | també coneguda com: Footsteps                                   |
| 1998 | Blackheart                                     | Annette                      |                                                                 |
| 1998 | The Nanny                                      | Concepción Sheffield         | 1 episodi                                                       |
| 1998 | The Outer Limits                               | Marie Alexander              | Episodi: "The Vaccine"                                          |
| 1998 | El Grito en el cielo                           | Miranda Vega                 |                                                                 |
| 1998 | My Husband's Secret Life                       | Toni Diaz                    |                                                                 |
| 1999 | Touched by an Angel                            | Dra. Sandra Pena             | 1 episodi                                                       |
| 1999 | Dillinger in Paradise                          | Lola                         |                                                                 |
| 2000 | Chain of Command                               | Vicepresidenta Gloria Valdez |                                                                 |
| 2000 | Knockout                                       | Carmen Alvarado              |                                                                 |
| 2000 | A Vision of Murder: The Story of Donielle (TV) | Gloria                       |                                                                 |
| 2000 | Best Actress (TV                               | Maria Katarina Caldone       |                                                                 |
| 2000 | High Noon (TV)                                 | Helen Ramirez                |                                                                 |
| 2000 | Twice in a Lifetime                            | Kat Lopez                    | 1 episodi                                                       |
| 2000 | The Princess & the Barrio Boy (TV)             | Minerva Rojas                | també coneguda com: She's in Love (UK)                          |
| 2001 | The Code conspiracy                            | Rachel                       |                                                                 |
| 2001 | Resurrection Blvd.                             | Julia Hernandez              | 3 episodis                                                      |
| 2001 | Birth of Babylon                               | Lupe Vélez                   |                                                                 |
| 2002 | Blind Heat                                     | Adrianna Scott               |                                                                 |
| 2002 | Robbery Homicide Division                      | Claudia                      | 1 episodi                                                       |
| 2003 | The Company You Keep                           | Vera                         |                                                                 |
| 2003 | Kingpin                                        | Ariela                       | Sèrie de televisió                                              |
| 2003 | Heart of America                               | Srta. Jones                  |                                                                 |
| 2003 | Chasing Papi                                   | Maria                        |                                                                 |
| 2003 | Newton's Law                                   | -                            |                                                                 |
| 2004 | CSI: Miami                                     | Marisela Gonzalez            | Episodi: Blood Moon                                             |
| 2005 | English as a Second Language                   | Consuelo Sara                |                                                                 |
| 2005 | La Academia USA                                | Jutgessa                     |                                                                 |
| 2005 | Smoke                                          | Aurora Ávila                 |                                                                 |
| 2006 | Cantando por un sueño “Tercera Etapa”          | Mestra                       |                                                                 |
| 2006 | Desperate Housewives                           | Lucía Márquez                | 1 episodi                                                       |
| 2006 | Material Girls                                 | Inez                         |                                                                 |
| 2007 | El muerto                                      | Hermana Rosa                 |                                                                 |
| 2007 | The Condor (V)                                 | Srta. Valdez (veu)           |                                                                 |
| 2007 | Saints & Sinners                               | Diana Martin                 | 62 episodis                                                     |
| 2008 | Richard III                                    | Reina Isabel                 |                                                                 |
| 2008 | Tranced                                        | Libra                        |                                                                 |
| 2008 | The Art of Travel                              | Srta. Layne                  |                                                                 |
| 2008 | The Red Canvas                                 | Maria Sanchez                |                                                                 |
| 2008 | Dos minutos de odio                            | -                            |                                                                 |
| 2008 | Des-Autorizado                                 | -                            |                                                                 |
| 2009 | Maneater                                       | Alejandra Alpert             | 2 episodis                                                      |
| 2009 | Dark Moon Rising                               | Sheriff Sam.                 |                                                                 |
| 2009 | Spread                                         | Ingrid                       |                                                                 |
| 2012 | The Lords of Salem                             | Alice Matthias               |                                                                 |
| 2014 | Return to Babylon                              | Lupe Vélez                   |                                                                 |
| 2016 | November Rule                                  | Srta Luisa                   |                                                                 |
| 2017 | Kill 'Em All                                   | Agent del FBI Sanders        |                                                                 |
| 2018 | Off the Menu                                   | Cordelia Torres              |                                                                 |
| 2018 | El señor de los cielos                         | Nora Requena                 |                                                                 |
| 2019 | ¡He matado a mi marido!                        | Remedios                     |                                                                 |
| 2019 | The I-Land                                     | Srta. Chase                  | Miniserie                                                       |
| 2019 | Into the Dark                                  | Bea                          | Episodi: Good Boy                                               |

## Discografia
Âlbums d'estudi
- 1979: A'MBAR Love Maniac
- 1980: A'MBAR The Witch
- 1982: Dangerous Rhythm
- 1983: Te Amo/I Love You
- 1984: María Conchita
- 1985: O ella, o yo
- 1987: Mírame
- 1990: Hazme sentir
- 1992: Imagíname
- 1994: Boleros (Alejandra)
- 2016: Amor De Madrugada
- 2020: Lléname de ti

Àlbums en viu
- 1992: En Vivo en México

Compilacions
- 1986: Lo mejor de
- 1989: Grandes éxitos
- 1991: Súper hits
- 1994: De colección
- 1997: Hoy y siempre
- 2000: Lo mejor de María Conchita Alonso
- 2005: La más completa colección
- 2006: Grandes éxitos/Greatest hits
- 2012: 16 Éxitos de oro
- 2017: Reina Eterna